# Stafylokokóza ptáků
Stafylokokóza je bakteriální onemocnění ptáků, charakterizované akutní septikémií anebo místně ohraničenými záněty s tendencí k hnisavému nebo exsudativnímu průběhu, k tvorbě nekróz tkání a následným proliferativním procesům. Klinické projevy nemoci jsou variabilní, nejčastěji dochází k postižení kloubů, šlach a kostí.
Stafylokoky se v prostředí člověka i zvířat vyskytují všeobecně. Tvoří část autochtonní mikroflóry kůže a sliznic. Některé kmeny jsou oportunními patogeny, schopnými při oslabení obranných mechanismů hostitele vyvolávat primárně chorobné změny nebo sekundárně komplikovat jiné infekce. Pro drůbež jsou nejzávažnější infekce virulentními kmeny bakterií Staphylococcus aureus.
| Lokalizace        | Věk               | Změny                   | Klinika |
| ----------------- | ----------------- | ----------------------- | ------- |
| Kosti             | obvykle starší    | osteomyelitida          | kulhání |
| Klouby            | obvykle starší    | artritidy/synovitidy    | kulhání |
| Žloutkový vak     | kuřata, krůťata   | omfalitida              | úhy     |
| Krev (septikémie) | bez ohledu na věk | generalizované nekrózy  | úhyn    |
| Kůže              | mladí             | gangrenózní dermatitidy | úhyn    |
| Běháky            | dospělí           | pododermatitida         | kulhání |

## Historie a vnímavost
Stafylokokóza ptáků je známa od roku 1892. Vyskytuje se ojediněle (enzooticky) v celém světě; u kura masného typu může způsobovat vysoké ztráty snižováním hmotnostních přírůstků, vaječné produkce u nosnic a konfiskacemi na porážce.
Většina kmenů stafylokoků je normálními obyvateli kůže a sliznic dýchacího a trávicího traktu drůbeže; často se vyskytují v prostředí líhní, chovných hal i porážek. Svojí přítomností pravděpodobně pomáhají potlačovat jiné možné bakteriální patogeny a to buď na základě interference nebo kompetitivní exkluze. Pouze některé kmeny stafylokoků endogenního i exogenního původu mají patogenní potenciál a mohou vyvolávat onemocnění po proniknutí kůží nebo sliznicí.

## Příčiny vzniku nemoci (etiologie)
Rod Staphylococcus patří do čeledě Micrococcaceae. Taxonomicky je známo asi 40 druhů stafylokoků, z nichž Staphylococcus aureus, S. xylosus, S. sciuri, S. lentus, S. intermedius, S. hyicus, S. cohnii, S. saprophyticus, S. haemolyticus, S. warneri, S. hominis, S. epidermidis, S. gallinarum a S. capitis byly izolovány u ptáků s různou frekvencí. Za patogenní nebo oportunně patogenní pro drůbež jsou považovány pouze koaguláza pozitivní druh S. aureus a koaguláza negativní druh S. epidermidis. Další izolované druhy jsou buď nepatogenní nebo o jejich virulenci existuje omezené množství informací. Stafylokoky patogenní pro člověka nebo domácí zvířata se u drůbež nevyskytují.

### Morfologie a kultivace
Stafylokoky jsou grampozitivní, nesporulující, nepohyblivé a většinou neopouzdřené sférické koky o průměrné velikosti 1 µm. V zorném poli se nacházejí jednotlivě, ve dvojicích, v nepravidelných shlucích nebo v hrozníčcích. V tekutých médiích mohou vytvářet krátké řetízky. Jsou fakultativně anaerobní, nenáročné na kultivační půdy. Rostou dobře na obyčejném agaru a na krevním agaru, kde vyvolávají hemolýzu. Na pevných půdách tvoří během 24 hodinové inkubace při 37 °C okrouhlé, hladké, lesklé, konvexní a mazlavé kolonie velikosti 1-3 mm. V bujónu vytvářejí bohatý zákal a sediment. Některé druhy produkují pigmenty, které zbarvují kolonie krémově, žlutě až oranžově. Nepigmentující kmeny stafylokoků (S. epidermidis) tvoří šedé nebo bílé kolonie.

### Biochemické vlastnosti
Stafylokoky většinou mají fermentační i respirační typ metabolismu. Produkují katalázu a při zkvašování cukrů tvoří kyselinu, nikoliv ale plyn. S. aureus je biochemicky velmi aktivní a je silně adaptovaný na kolonizaci kůže a sliznic. Je β-hemolytický, fermentuje glukózu a mannitol, zkapalňuje želatinu. Pouze koaguláza pozitivní kmeny izolované z klinického materiálu jsou považovány za patogenní pro drůbež. S. epidermidis je koaguláza negativní a nezkvašuje mannitol. S. hyicus se biochemicky podobá S. aureus, ale pomaleji reaguje při tvorbě koagulázy.

### Odolnost v prostředí
Stafylokoky jsou velmi odolné k vlivům zevního prostředí. Odolávají zahřátí na 55 °C po dobu 30 minut, vysychání (zvláště v organickém materiálu přežívají až několik týdnů) a také jsou rezistentní na vyšší koncentraci NaCl (čehož se využívá pro izolaci S. aureus ze silně kontaminovaného klinického materiálu). Některé kmeny jsou rezistentní i na dezinfekční prostředky. Za vhodných podmínek jsou stafylokoky schopné pomnožovat se i mimo tělo hostitele.

### Antigenní vlastnosti a toxiny
Antigenní povaha S. aureus je určována komplexem polysacharidových antigenů buněčné stěny stafylokoků. Z nich jsou nejvýznamnější skupinově specifický precipitinogen – polysacharid A, dále pak typově specifické aglutinogeny, adheziny, protein A a peptidoglykan. Koaguláza pozitivní S. aureus tvoří četné toxiny a enzymy s toxickým účinkem (exoenzymy), které se často uplatňují jako faktory virulence (koaguláza, nukleázy, hyaluronidáza, hemolyziny, enterotoxin aj.).

### Klasifikace kmenů
Izoláty S. aureus ptačího původu vykazují rozdílnou virulenci a v rámci těchto virulentních kmenů se ještě rozlišují hostitelsky specifické varianty (biotypy, biovary, ekovary apod.). Typizace se provádí pomocí testů patogenity, podle biochemických vlastností izolátu, na základě vnímavosti k antibiotikům, podle plasmidových profilů, fagotypizací aj. Fágy jsou specifické pro S. aureus ptačího původu.

## Vznik a šíření nemoci (epizootoogie)

### Hostitel
K infekci stafylokoky jsou vnímavé všechny druhy ptáků bez rozdílu věku. Ptačí kmeny virulentního S. aureus jsou relativně druhově specifické a jen vzácně vyvolávají onemocnění savců. S. aureus se nalézá v hojném množství ve vzduchu a prachu. Izolace je častá z kůže a sliznice respiračního i trávicího traktu klinicky zdravých ptáků. S. aureus, podobně jako jiné druhy stafylokoků, je relativně stabilní v prostředí a zůstává infekční po dlouhou dobu i mimo tělo hostitele.

### Přenos, nosiči a vektory
K onemocnění dochází zpravidla po prolomení obranných mechanismů hostitele (kožní poranění nebo zánět sliznic). U líhnutých mláďat představuje vstupní bránu infekce často neuzavřený pupek, což vede k omfalitidě (zánět pupku) či jinému typu infekce. Malé chirurgické zákroky (např. ustřižení drápků, zobáku nebo hřebínku či závěsy krocanů) a očkování (vakcinace) mohou rovněž umožňovat vstup pro stafylokoky. Jiným typem poškození obranných mechanismů hostitele je imunosupresivní infekce. Vnímavost ke stafylokové infekci je také ovlivňována geneticky.
Formy šíření stafylokoků nejsou podstatné vzhledem k jejich všeobecnému výskytu v prostředí. Pro klinickou manifestaci je nutná silná infekce virulentními kmeny a případné spolupůsobení predispozičních faktorů, jako jsou věk (kuřata a mladá drůbež je vnímavější), poškození celistvosti kůže anebo sliznic (oštipování peří, kanibalismus, krácení zobáků, mikroléze, neuzavřený pupek), konkurentní infekce (Mycoplasma synoviae, reoviry, poxviry, klostridie), imunosuprese různého původu (infekční burzitida drůbeže, infekční anémie kuřat, Markova nemoc), intoxikace (mykotoxiny, fytotoxiny, chemické toxiny), stresy prostředí (přeskladnění, podchlazení, restriktivní krmení), dlouhodobá aplikace antibiotik aj.

### Patogeneze
Jednotlivé kmeny stafylokoků mohou způsobovat klinické problémy u jednoho druhu ptáků, zatímco u jiného jsou považovány za normální autochtonní mikroflóru. Polysacharid A, hlavní komponenta stěny stafylokoka, umožňuje specifickou vazbu bakterií na buněčné receptory hostitele, zejména v dýchacím traktu. Na stejné receptory se ale mohou navazovat i avirulentní kmeny stafylokoků, které tak brání kolonizaci virulentními kmeny. Tento proces se nazývá „bakteriální interference“ a byl využit profylakticky u krůťat. Některé z těchto apatogenních kmenů také produkují bakteriociny inhibující růst různých bakterií.
Endogenní infekce S. aureus sice mohou způsobovat primární infekce, ale nejčastěji se jedná o sekundární kolonizaci vnitřních orgánů s následnou septikémií. Jestliže infikovaný pták přežije akutní septikemickou fázi nemoci (trvající asi 4-7 dní), dochází ke vzniku lokálních ischemických nekróz, které jsou výsledkem trombotizace arteriol a kapilár, a klinicky se projevují artritidou (zánět kloubů), tendovaginitidou (zánět šlach a jejího pouzdra), osteomyelitidou aj. Infarkty mohou také způsobovat nekrotické změny ve vnitřních orgánech, zejména v játrech a ledvinách. CNS je dalším místem náchylným ke změnám vyvolávaných stafylokoky. Exogenní infekce obvykle způsobují invazivní lokální infekce (dermatitidy, subdermální abscesy), ojediněle ale i septikémii.

## Projevy nemoci (symptomatologie)
Inkubační doba je krátká; u přirozených infekcí není známa. U experimentálních kuřat byly klinické příznaky pozorovány za 12-72 hodin po iv. aplikaci.

### Klinika
První klinické příznaky zahrnují načepýřené peří, kulhání na jednu končetinu, svěšené jedno nebo obě křídla, nechuť k pohybu a horečku. Pak následuje těžká deprese a úhyn. Průběh onemocnění může být akutní nebo chronický. Onemocnění trvá asi 2-7 dní. Ptáci přežívající akutní fázi infekce mají zduřelé klouby, sedí na hleznech a kýlu kosti prsní, nechtějí nebo nemohou stát a neradi se pohybují. Klinické příznaky septikemické stafylokokové infekce a gangrenózní dermatitidy se objevují u ptáků v dobré kondici a někdy jsou pozorovatelné jen formou zvýšené mortality v hejnu. Morbidita a mortalita jsou většinou nízké (5-30 %). Stafylokoky mohou vyvolávat široký rozsah klinických a patologických změn:
- Zvýšená mortalita embryí je způsobena infekcí násadových vajec v důsledku špatné hygieny při jejich sběru, skladování i líhnutí.

- Zánět pupku a žloutkového váčku se projevuje zvýšenou mortalitou vylíhlých mláďat (u kuřat asi až do 10. dne věku) v důsledku následně probíhající septikémie. Pupek bývá suchý nebo mazlavý, načervenalé až černé barvy a edématózní. Žloutkový váček je nedostatečně vstřebán a jeho obsah i konzistence jsou abnormální.

- Septikémie je poměrně vzácná a dochází k ní nejčastější po primární lokalizované infekce. Probíhá perakutně nebo akutně s náhlými úhyny, u mláďat často bez nápadných patologických změn. Klinické příznaky jsou nespecifické a projevují se netečností, anorexií, nahrbeným postojem, načepýřeným peřím a úhynem. Po odeznění akutní fáze se mohou vyskytovat ischemické nekrózy na prstech, kůži hlavy a běháků. Postižení CNS se projevuje tremorem, opistotonem (zvrácená hlava nazad) a tortikolis (stočení hlavy k jedné straně krku).

- Záněty kloubů i jejich okolí, zánět šlach i jejich pouzdra se nejčastěji vyskytují u kuřat ve věku 7-12 týdnů a u krůt ve věku 9-20 týdnů. V rozmnožovacích chovech masného typu může stres vyvolaný kokcidiózou nebo nedostatkem krmiva představovat predispozici pro vznik stafylokokózy. Postižené klouby, obvykle hlezno, jsou teplé, zduřelé a bolestivé, a postižení ptáci se neradi pohybují. U přežívajících často dochází k ankylóze (nepohyblivost kloubu). Při postižení kloubů prstů vznikají subdermální stafylokokové plantární (chodidlové) abscesy. Ostatní klouby (křídel, obratle) jsou postiženy méně často.

- Záněty kostí, kostní dřeně a obratlů charakterizují chronický průběh stafylokokózy. Postiženy bývají především proximální konce kosti stehenní, tibiotarzu, tarzometatarzu a 5.-7. hrudní obratel. U nedospělých ptáků s aktivní růstovou ploténkou jsou stafylokoky často lokalizovány v epifyzeální oblasti se sekundární invazí do kostní dřeně, což způsobuje osteomyelitidu a periostitidu. Změkčení a deformace spongiózy obratlů způsobují zúžení páteřního kanálu, kompresi míchy a následně parézy až paralýzy.

- Stafylokoková dermatitida se může vyskytovat ve 2 formách: (1) Vesikulární dermatitida je charakterizována vznikem puchýřků obsahujících nažloutlý exsudát, které po prasknutí tvoří hnědavé až načernalé krusty. Porušená kontinuita kůže umožňuje kontaminující sekundární infekce (neštovice). (2) Gangrenózní dermatitida začíná jako podkožní edém s krváceninami následovaný zánětem kůže. Postižená místa (poměrně nejčastěji křídla) jsou bez peří, načernalá a zašpiněná, vlhká a gangrenózní s krepitací. Častá je sekundární infekce Clostridium spp. Predispozicí je imunosuprese.

- Subdermální abscesy (pododermatitida) se vyskytují nejčastěji na plantární ploše běháků (prstní polštářky), případně i ve sternální burze, a to u dospělé drůbeže, zejména těžkého typy. Infekce při déle trvacících případech může přejít i na sousední klouby, šlachové pochvy a kosti. Naopak i systémové infekce se mohou sekundárně projevovat těmito abscesy. Syndrom je také popisován u dravců (angl. bumblefoot) i jiných volně žijících ptáků. Zduření může dosahovat značných rozměrů; dutina obsahuje tuhý hnis žluté barvy, komunikuje s povrchem a na konci je ucpána tmavě zbarveným čepem.

- Stafylokoky mohou také vyvolávat: záněty vaječníku a vejcovodu, zánět kloaky, infikovat poraněná místa, zánět péřových folikulů, otitidu (zánět ucha) a panoftalmie (hnisavý zánět očního bulbu).

### Imunita
Pasivní ani aktivní imunita se neuplatňují v prevenci stafylokokových infekcí u drůbeže. Specifické protilátky proti S. aureus mohou dokonce podporovat rozvoj infekce u kura domácího. Bakteriny i toxoidy se ukázaly jako neúčinné.

## Diagnostika
Stafylokokóza je typickou oportunní infekcí; objevuje se nejčastěji v chovech se špatnou zoohygienou. U drůbeže vykazující příznaky stafylokokózy je dostačující pro diagnózu izolace koaguláza-pozitivních stafylokoků ve větším množství. Identifikace suspektních kultur je založena na hodnocení morfologie kolonií, tvorby katalázy a mikroskopie. Biochemické vlastnosti se určují pomocí komerčních mikrotestů (např. STAFYtest, Lachema). Doplňujícími testy mohou být nukleázy, hyaluronidáza, rezistence na novobiocin a typizace hemolyzinů. Na druhé straně nutno vzít v úvahu, že S. aureus se v malém množství vyskytuje i u zdravé drůbeže jako součást její normální mikroflóry, takže průkaz přítomnosti S. aureus jako takového bez klinických příznaků a PA nálezu není diagnosticky významný.
Diferenciální diagnostika. Existuje mnoho příčin způsobujících pohybové poruchy u drůbeže. Mohou to být bakteriální (E. coli, Salmonella gallinarum, Pasteurella multocida, Mycoplasma synoviae aj.) nebo reovirové artritidy, ruptury šlach, nutriční deficience aj. Některé bakterie a plísně mohou vyvolávat infekce v líhních. Stafylokoková septikémie může připomínat jiné septikémie u drůbeže, např. choleru, kolibacilózu, streptokokózu či salmonelózy.

## Terapie a prevence
Akutní stafylokokózu lze léčit, zatímco pokročilé a chronické případy již špatně reagují na antimikrobiální látky. Důležité je včasné zahájení léčby, vždy ale na základě testů citlivosti, protože rezistentní kmeny stafylokoků jsou i u drůbeže časté. Rezistence může být kódována plasmidy nebo chromozomálně.
Všechna hygienická opatření zabraňující zavlečení infekce do chovu i poškození obranného mechanismu hostitele pomáhají v prevenci stafylokokózy.